# Stirling Moss
Stirling Craufurd Moss (West Kensington, Londres, Inglaterra, Reino Unido; 17 de septiembre de 1929-Mayfair, Londres, Inglaterra, Reino Unido; 12 de abril de 2020) fue un piloto de automovilismo británico. Fue subcampeón del mundo de Fórmula 1 en cuatro ocasiones consecutivas, de 1955 a 1958, y tercero tres veces en 1959, 1960 y 1961. Es el piloto con mayor cantidad de victorias sin haber conseguido nunca ganar un Campeonato del Mundo de Fórmula 1, por lo que se le conoce como "El rey sin corona".
El británico logró 16 victorias, 24 podios, 16 pole positions y 19 vueltas rápidas en Fórmula 1. Destacan entre sus triunfos tres en el Gran Premio de Mónaco, tres en el Gran Premio de Italia y dos en el Gran Premio de Gran Bretaña. Moss también venció en múltiples carreras no puntuables de Fórmula 1, entre ellas cinco ediciones de la International Gold Cup de Oulton Park y dos del Trofeo Glover de Goodwood. En total, Moss ganó 194 de las 497 carreras que disputó en todas las categorías entre 1948 y 1962.
Por otra parte, Moss logró 12 victorias en el Campeonato Mundial de Resistencia, destacándose las 12 Horas de Sebring de 1954, la Mille Miglia 1955, la Targa Florio 1955, y los 1000 km de Nürburgring de 1956, 1958, 1959 y 1960.
En el año 2006, a la edad de 77 años, la FIA le concedió a Moss la medalla de oro de la organización, al considerarle como el mejor piloto de la historia de esta categoría que nunca ganó un campeonato.
Era hijo de Alfred Moss, quien consiguió la decimocuarta posición en las 500 Millas de Indianápolis de 1924 en un Ford "Fronty". Falleció el 12 de abril de 2020 a los noventa años en Londres a causa de una enfermedad.

## Trayectoria

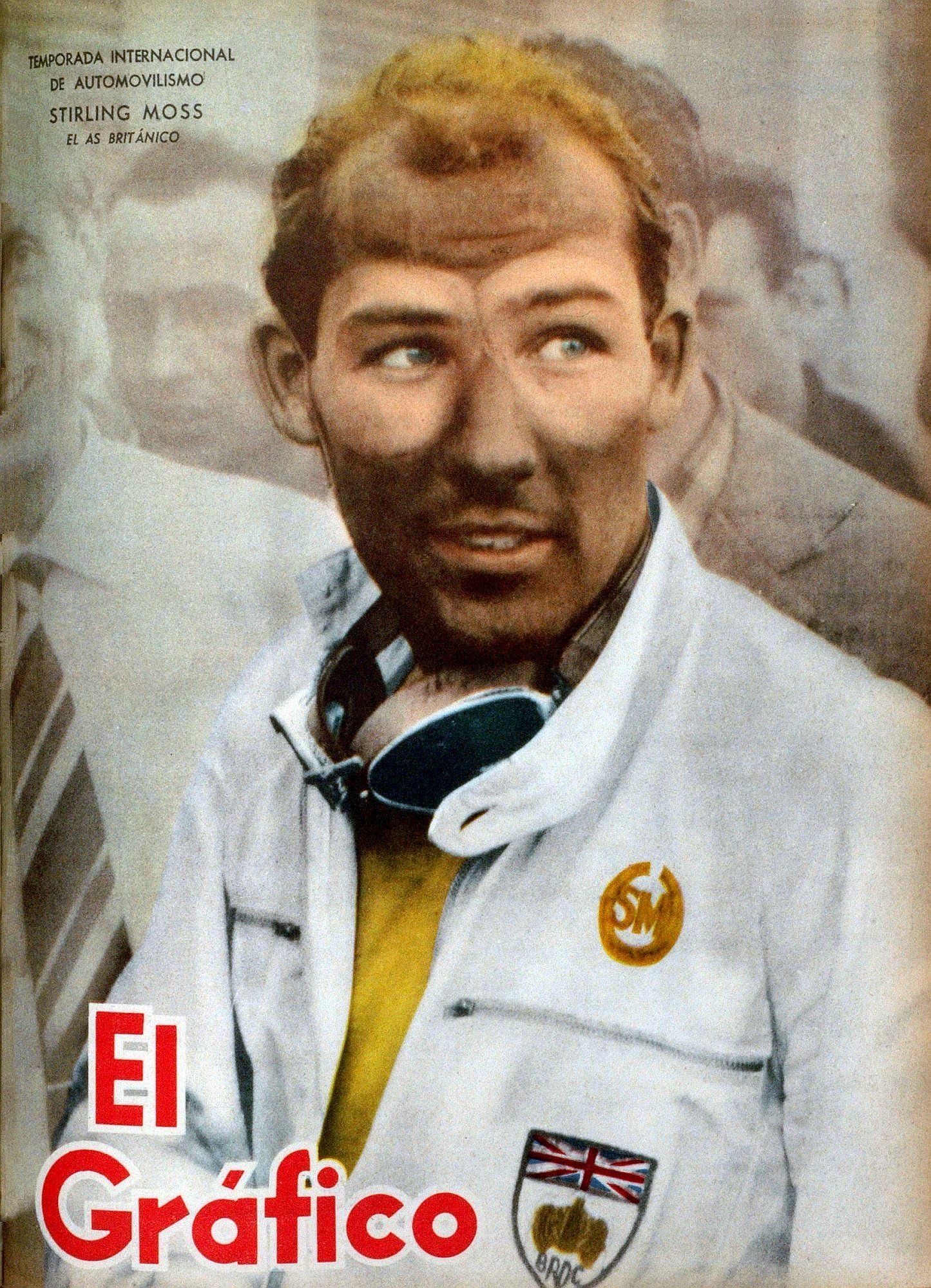
Stirling Moss - El Gráfico (1956)

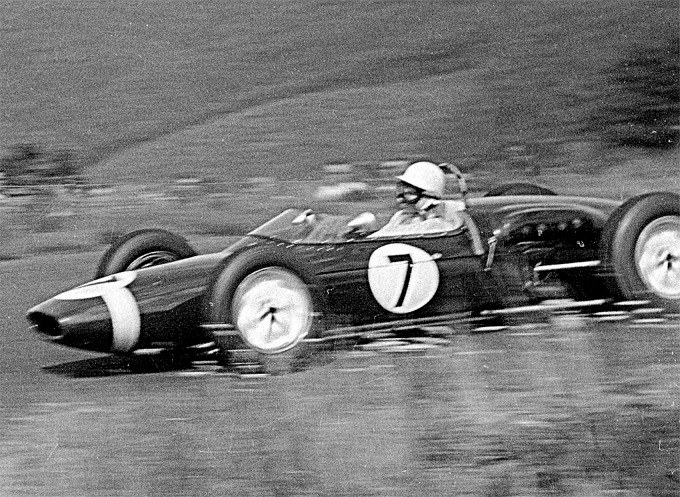
Stirling Moss conduciendo un Lotus 18 en Nürburgring en 1961.

Moss debutó en el Campeonato Mundial de Fórmula 1 en el Gran Premio de Suiza de 1951, donde resultó octavo al volante de un HWM. En 1952 abandonó en sus cuatro participaciones mundialistas. Nuevamente corrió cuatro carreras en 1953, logrando un sexto puesto en Alemania con un Cooper oficial.
El británico resultó tercero en el Gran Premio de Bélgica de 1954 con una Maserati 250F del equipo familiar. Luego de dos abandonos, fue piloto oficial de Maserati en las tres fechas finales, arribando décimo en Italia.
En 1955, Moss se convirtió en piloto oficial de Mercedes-Benz en Fórmula 1. Al volante de un Mercedes-Benz W196, obtuvo su primera victoria en el Gran Premio de Gran Bretaña, acabó segundo en Bélgica y Holanda, cuarto en Argentina y noveno en Mónaco. Así, resultó subcampeón mundial de pilotos, por detrás de Juan Manuel Fangio.
Maserati volvió a fichar al británico para la temporada 1956. Venció en Mónaco e Italia, llegó segundo en Alemania y tercero en Bélgica. Sin embargo, sus dos abandonos lo relegaron nuevamente al subcampeonato, quedando tres puntos por detrás de Fangio.
Luego de correr para Maserati en el Gran Premio de Argentina de 1957, Moss se unió al equipo Vandervell. Con tres triunfos en Gran Bretaña, Pescara e Italia, quedó segundo en el campeonato por detrás de Fangio.
Moss inició la temporada 1958 con un triunfo en Argentina al volante de un Cooper del equipo de Rob Walker, para luego competir en Europa con Vanwall. Triunfó en Holanda, Portugal y Marruecos, y llegó segundo en Francia, a la vez que abandonó en las cinco fechas restantes. No obstante en la carrera de Portugal, testificó a favor de su rival Mike Hawthorn por lo que los puntos fueron adjudicados a este último. Así, Moss fue superado por Mike Hawthorn por apenas un punto, obteniendo así un nuevo subcampeonato mundial de pilotos.
En 1959, el británico disputó seis Grandes Premios de Fórmula 1 con un Cooper de Rob Walker, y otros dos con un BRM del equipo BRP. Consiguió dos triunfos en Portugal e Italia, así como un segundo lugar en Gran Bretaña. Por su parte, abandonó en cuatro carreras y fue descalificado en Francia. El piloto quedó tercero en el campeonato, por detrás de Jack Brabham y Tony Brooks.
Rob Walker retuvo a Moss como piloto para la temporada 1960. Luego de resultar tercero en Argentina con un Cooper, pasó a pilotar un Lotus para la segunda fecha. Triunfó en Mónaco y Estados Unidos, y fue cuarto en Holanda, quedando así tercero en el campeonato, por detrás de Brabham y McLaren.
El piloto disputó su última temporada en 1961 con el equipo de Rob Walker, disputando todas las carreras con automóviles Lotus. Triunfó en Mónaco y Alemania, llegó cuarto en Holanda y octavo en Bélgica, y abandonó en cuatro fechas. De este modo, finalizó en el Campeonato de Fórmula 1 de ese año en el tercer puesto, por detrás de Phil Hill y Wolfgang von Trips. Fue su última participación en pruebas por el Campeonato Mundial: en abril de 1962, corriendo el Glover Trophy, una carrera sin puntos en el circuito de Goodwood, Inglaterra, sufrió un severo accidente que le obligó a alejarse de las pistas.
Fue el último participante vivo de la segunda temporada de la Fórmula 1, no quedando ningún superviviente de la primera tras la muerte de Robert Manzon en enero de 2015.

## Resultados

### Fórmula 1
(Clave) (negrita indica pole position) (cursiva indica vuelta rápida)

| Año     | Escudería                      | 1       | 2       | 3       | 4       | 5       | 6       | 7       | 8       | 9       | 10      | 11    | Pos. | Puntos  |
| ------- | ------------------------------ | ------- | ------- | ------- | ------- | ------- | ------- | ------- | ------- | ------- | ------- | ----- | ---- | ------- |
| 1951    | HW Motors                      | SUI 8   | 500     | BEL     | FRA     | GBR     | GER     | ITA     | ESP     |         |         |       | NC   | 0       |
| 1952    | HW Motors                      | SUI Ret | 500     |         |         |         |         |         |         |         |         |       | NC   | 0       |
| 1952    | English Racing Automobiles Ltd |         |         | BEL Ret | FRA     | GBR Ret | GER     | NED Ret |         |         |         |       | NC   | 0       |
| 1952    | Connaught Engineering          |         |         |         |         |         |         |         | ITA Ret |         |         |       | NC   | 0       |
| 1953    | Connaught Engineering          | ARG     | 500     | NED 9   | BEL     |         |         |         |         |         |         |       | NC   | 0       |
| 1953    | Cooper Car Company             |         |         |         |         | FRA Ret | GBR     | GER 6   | SUI     | ITA 13  |         |       | NC   | 0       |
| 1954    | Equipe Moss                    | ARG     | 500     | BEL 3   | FRA     |         |         |         |         |         |         |       | 13.º | 4 1⁄7   |
| 1954    | AE Moss                        |         |         |         |         | GBR Ret | GER Ret |         |         |         |         |       | 13.º | 4 1⁄7   |
| 1954    | Officine Alfieri Maserati      |         |         |         |         |         |         | SUI Ret | ITA 10  | ESP Ret |         |       | 13.º | 4 1⁄7   |
| 1955    | Daimler Benz AG                | ARG Ret | MON 9   | 500     | BEL 2   | NED 2   | GBR 1   | ITA Ret |         |         |         |       | 2.º  | 23      |
| 1956    | Officine Alfieri Maserati      | ARG Ret | MON 1   | 500     | BEL Ret | FRA Ret | GBR Ret | GER 2   | ITA 1   |         |         |       | 2.º  | 27 (28) |
| 1957    | Officine Alfieri Maserati      | ARG 8   |         |         |         |         |         |         |         |         |         |       | 2.º  | 25      |
| 1957    | Vandervell Products Ltd        |         | MON Ret | 500     | FRA     | GBR 1   | GER 5   | PES 1   | ITA 1   |         |         |       | 2.º  | 25      |
| 1958    | R.R.C. Walker Racing Team      | ARG 1   |         |         |         |         |         |         |         |         |         |       | 2.º  | 41      |
| 1958    | Vandervell Products Ltd        |         | MON Ret | NED 1   | 500     | BEL Ret | FRA 2   | GBR Ret | GER Ret | POR 1   | ITA Ret | MAR 1 | 2.º  | 41      |
| 1959    | R.R.C. Walker Racing Team      | MON Ret | 500     | NED Ret |         |         | GER Ret | POR 1   | ITA 1   | USA Ret |         |       | 3.º  | 25 1⁄2  |
| 1959    | British Racing Partnership     |         |         |         | FRA DSQ | GBR 2   |         |         |         |         |         |       | 3.º  | 25 1⁄2  |
| 1960    | R.R.C. Walker Racing Team      | ARG Ret | MON 1   | 500     | NED 4   | BEL Ret | FRA     | GBR     | POR DSQ | ITA     | USA 1   |       | 3.º  | 19      |
| 1961    | R.R.C. Walker Racing Team      | MON 1   | NED 4   | BEL 8   | FRA Ret | GBR Ret | GER 1   | ITA Ret | USA Ret | GBR DSQ |         |       | 3.º  | 21      |
| Fuente: |                                |         |         |         |         |         |         |         |         |         |         |       |      |         |